# Немінський Ігор Вікторович
І́гор Ві́кторович Немі́нський (нар.9 листопада 1974, м. Потсдам) — полковник Збройних Сил України, учасник російсько-української війни.

## Життєпис
Народився в родині військовослужбовців. Вчився у середній загальноосвітній школі смт Воздвиженка (аеродром), Приморського краю (СРСР). Продовжив навчання в школі м. Кунмадараш (аеродром, Угорщина).
У 1992 р. — почав військову службу в Васильківському військовому авіаційно-технічному училищі.
у 1996 р. завершив навчання в Військовому інституті ракетних військ та артилерії. Отримав військове звання лейтенанта.
Продовжив військову службу у Одеському військовому окрузі як офіцер з виховної роботи групи соціально-психологічного забезпечення (1996—1997), заступника командира роти з виховної роботи (1997—1998), заступника командира дивізіону з виховної роботи (1998—2001).
У 2003 р. завершив навчання на факультеті військового гуманітарного інституту Національної академії оборони України. Продовжив службу у відділенні виховної роботи управління 55-ї окремої артилерійської бригади (2003—2005).
У 2005—2011 роках — заступник командира артилерійського дивізіону з виховної роботи.
У 2012—2018 року — заступник командира бригади по роботі з особовим складом у 55-й артилерійській бригаді.
7 січня 2017 р. був обраний до складу Ради Міжнародного Союзу Козаків «Запорозька Січ».
У 2017 р. він сформував музей бойової слави 55-ї окремої артилерійської бригади.
У 2017 р. брав участь у Всеукраїнській патріотичній акції «Потяг єднання „Труханівська Січ“» у Запоріжжі. Був редактором книги «Посвята героям» (м. Запоріжжя, 2017 р.) поетеси Красницької Ірини.
У 2018 р. — отримав військове звання полковника.
У 2018—2021 р. — старший офіцер психодіагностування, начальник відділу психологічної підготовки Головного управління морально-психологічного забезпечення ГШ ЗСУ.
Брав участь в «Іграх нескорених 2020».

## Родина
Одружений: дружина — Інна Іванівна, син — Максим.

## Нагороди
- Орден Богдана Хмельницького III ступеня (13 серпня 2015) — За особисту мужність і героїзм, виявлені у захисті державного суверенітету та територіальної цілісності України, вірність військовій присязі[13]
- відзнака ВГО спілки ветеранів та працівників силових структур України «Звитяга» — «За заслуги» (2015)[14]
- орден Запорізької обласної ради «За заслуги перед Запорізьким краєм» ІІІ ступеня (2014)
- медаль «За особистий внесок у розвиток міста Запоріжжя» (2016)
- орден Запорізької обласної ради «За заслуги перед Запорізьким краєм» ІІ ступеня (2017, № 29)[15]
- Почесна грамота Рівненської обласної ради за підсумками навчань «Непохитна стійкість — 2017» (Розпорядження № 129-а від 05.10.2017)[16]
- Медаль «За поранення» (легке) (29 серпня 2019)[17]
- Нагрудний знак «Учасник АТО»
- Нагрудний знак «За заслуги перед Збройними Силами України»
- Нагрудний знак «За досягнення у військовій службі»
- Медаль «15 років Збройним Силам України»
- Медаль «20 років сумлінної служби» (Міністерство оборони України)
- Медаль «За сумлінну службу» III ступеня
- Медаль «За сумлінну службу» II ст.
- Медаль «Ветеран служби» (Міністерство оборони України)